# 徐晨光
徐晨光（1956年2月—），中华人民共和国教育工作者，湖南华容人。1974年9月加入中国共产党。

## 生平
徐氏为湖南师范大学博士生导师。历任湖南师范大学团委副书记、书记，党委宣传部副部长；湖南财经学院党委宣传部副部长，院长助理、学生处处长，党委副书记，党委书记等职。2000年4月调任湖南师范大学党委书记，2004年8月改任中共湖南省委党校（湖南行政学院）常务副校长。